# Klaus Schäfer (Agrarwissenschaftler)
Klaus Schäfer (* 1930 in Magdeburg) ist ein deutscher Agrarwissenschaftler und Hochschullehrer an der Universität Hannover. Von 1978 bis 1979 war er Rektor der TU Hannover.

## Leben und Wirken
Schäfer hatte eine Professur für Architektur des ländlichen Raumes an der Technischen Universität in Hannover am Institut für das Ländliche Bau- und Siedlungswesen. Er hatte in Agrarwissenschaften promoviert. Vor seiner Wahl zum Rektor amtierte Schäfer als Prorektor. Schäfer wurde 1993 emeritiert.

## Schriften
- mit Wilhelm Landzettel und Heinar Henckel: Gruppenlandwirtschaft: Eine Studie zur gemeinschaftlichen Milchviehhaltung, Hannover 1968